# برایان فلاور، بارون فلاور
 برایان فلاور، بارون فلاور (انگلیسی: Brian Flowers, Baron Flowers؛ زاده ۱۳ سپتامبر ۱۹۲۴ درگذشته ۲۵ ژوئن ۲۰۱۰) یک فیزیک‌دان اهل بریتانیا بود.